# Maurice Iweins d'Eeckhoutte
Maurice Léon Marie Joseph Ghislain Iweins d'Eeckhoutte (Ieper, 20 december 1904 – Ukkel, 22 januari 1976) was een Belgisch diplomaat. 
Hij heeft tot 1933 rechten gestudeerd aan de Katholieke Universiteit Leuven waarna hij de diplomatieke dienst inging. Iweins d'Eeckhoutte was secretaris van de Belgische ambassade in Japan en in 1936 was hij tijdens de afwezigheid van ambassadeur Albert de Bassompierre ook zaakgelastigde ad interim. Later werd hij consul-generaal in New York en ambassadeur in Egypte. In 1962 volgde hij Louis Goffin op als secretaris-generaal van de West-Europese Unie (WEU). Zijn landgenoot die  secretaris-generaal geweest sinds de oprichting in 1955 kreeg in 1962 een functie binnen de Belgische regering.
Acht jaar later ging Iweins d'Eeckhoutte met pensioen waarbij hij werd opgevolgd door de Luxemburgs diplomaat Georges Heisbourg.